# Park Narodowy Tomor
Park Narodowy Tomor ((alb.) Parku Mali i Tomorrit) obejmuje obszar 4000 ha głównie w okręgu Berat, w Albanii. Znajduje się na wschód od miasta Berat. Założony został w 1996 r. Duża część parku obejmuje góra Tomor z najwyższym szczytem o wysokości 2416 m n.p.m. 
Na górze Tomor znajduje się jedno z najważniejszych dla bektaszytów świętych miejsc.  Znajdują się w nim relikwie Abbas ibn Ali brata Husajn ibn Ali. Każdego roku w przez cztery dni w sierpniu w klasztorze odbywa się święto derwiszów.